# سو كام تونغ
سو كام تونغ هو منافس ألعاب قوى صيني، ولد في 8 يونيو 1937.

## وصلات خارجية
- سو كام تونغ على موقع أوليمبيديا (الإنجليزية)